# Charles Beitz
Charles R. Beitz (n. 20 iulie 1949) este un teoretician politic american cunoscut pentru contribuțiile sale în domeniul justiției globale⁠(d). Lucrările sale, în special cartea Political Theory and International Relations (1979), au avut o influență semnificativă în literatura despre justiția globală.
El a obținut o diplomă de licență în istorie de la Universitatea Colgate⁠(d) și studii avansate în filosofie și politică la Universitatea din Michigan și Universitatea Princeton.